# マリス (エトルリア神話)
マリス（Maris）は乳児もしくは幼児の姿で描かれたエトルリア神話の神で、Mariś Halna、Mariś Husrnana（"子供のマリス"）やMariś Isminthiansといった多くの形容語句を与えられた。ギリシャ神話のヘーラクレースに相当するヘラクルの息子。銅鏡二枚に、不死を確実にするための水に沈める儀式に参加する風景が描かれており、アウゾネスの祖先とされ、三度の死と蘇生を経験したケンタウロスのマレス（Mares）との関連性が指摘されている。
有識者によっては、ローマ神話のマールスの原型と考えられているが、総意ではない。